# Guanape
Guanape je rijeka u Venezueli. Pritoka je rijeke Unare i pripada karipskom slijevu.
Guanape teče jugozapadnim dijelom savezne države Anzoátegui, kroz općine San José de Guanipa, Guaribe i San José de Guarbe.

## Vanjske poveznice
|  | Zajednički poslužitelj ima još gradiva o temi Guanape |